# Eurytoma chacoana
Eurytoma chacoana is een vliesvleugelig insect uit de familie Eurytomidae. De wetenschappelijke naam is voor het eerst geldig gepubliceerd in 1942 door Blanchard.